# Персептолида
Персептолида или Персеполида је у грчкој митологији била Телемахова кћерка.

## Митологија
Према неким тврдњама, све што је речено о Персептолиди је да је била Телемахова и Поликастина кћерка, зачета када је Телемах посетио Пил. Персептолидина мајка је можда била Наусикаја, Алкинојева кћерка.